# Лисиця (Верхньокетський район)
Лиси́ця (рос. Лисица) — селище у складі Верхньокетського району Томської області, Росія. Адміністративний центр Макзирського сільського поселення.

## Населення
Населення — 419 осіб (2010; 494 у 2002).
Національний склад (станом на 2002 рік):
- росіяни — 92 %